# Динамо (Шепшед)
«Дина́мо» Шепшед (англ. Shepshed Dynamo Football Club) — англійський футбольний клуб із міста Шепшед, заснований у 1879 році як «Шепшед Альбіон». Виступає у Прем'єр-Лізі Західного Мідленда. Домашні матчі приймає на стадіоні «Давкот Стедіум», потужністю 2 500 глядачів.
Протягом 1879—1994 років клуб мав назву «Шепшед Альбіон». У 1970—1980-х роках був також відомий як «Шепшед Чартерхаус». Після реструктуризації 1994 року перейменований на «Динамо» як фарм-клуб «Динамо» (Лафборо).
У 1989–1990 роках тренером команди був видатний північноірландський футболіст і тренер Мартін О'Нілл.